# Новый памятник Баху
Новый памятник Баху — памятник композитору и кантору хора святого Фомы — Иоганну Себастьяну Баху, расположенный у южной стены церкви Святого Фомы в немецком городе Лейпциге. Он установлен на месте стоявшего там с 1883 года памятника Лейбницу, перенесённого во внутренний двор Паулинума (главное здание университета).
Бронзовая статуя композитора, имеющая в высоту 2,5 метра, создана скульптором Карлом Зеффнером (нем. Carl Seffner) на средства, пожертвованные Францем Домиником Грасси городу Лейпцигу. Композитор стоит перед органом и изображён как бы дирижирующим; на обратной стороне нанесено барельефное изображение старого здания Школы св. Фомы.

## История
Идея возведения нового памятника Баху появилась в Лейпциге по случаю готовившегося празднования 200-летнего юбилея со дня рождения Баха в 1885 году. Но лишь после начала работ по перестройке церкви св. Иоанна в 1894 году, когда были обнаружены и идентифицированы останки Баха, эта идея начала воплощаться в реальность. Останки композитора были при этом перезахоронены в крипте церкви совместно с Геллертом. Тогда же было предложено создать скульптурное изображение Баха, симметрично расположенное относительно уже имевшейся там эпитафии Геллерта. Однако от задумки поставить памятник в церкви вскоре отказались, вследствие чего с 1899 года разразилась дискуссия о месте установки памятника; при этом площадь перед церковью св. Фомы была одним из предпочтительных вариантов, так как именно здесь он провёл значительную часть своих лейпцигских лет. Наконец, в 1901/1902 году из оставленного городу наследства Франца Доминика Грасси была взята сумма в размере 5000 золотых марок на строительство. В 1906 году было также окончательно решено установить памятник перед церковью св. Фомы. Торжественное открытие нового монумента состоялось 17 мая 1908 года.